# Japonitata cordiformis
Japonitata cordiformis es una especie de insecto coleóptero de la familia Chrysomelidae.
Fue descrita científicamente en 1986 por Chen & Jiang.